# Ацетилхолин
Ацетилхолин је неуротрансмитер периферног и централног нервног система. Углавном има ексцитаторни ефекат, али на неким периферним парасимпатичким нервним завршецима може имати и инхибиторно дејство.

## Распрострањеност и улога
- Ацетилхолин се ослобађа на свим преганглијским нервни влакнима (парасимпатичким и симпатичким). На њима учествује у процесу преноса нервног импулса са пресинаптичког на постсинаптички неурон.
- На свим постганглијским парасимпатичким влакнима. Секрецијом овог неуротрансмитера остварује се дејство парасимпатичког система.
- На холинергичким симпатичким нервним влакнима која инервишу знојне жлезде, мишиће длаке и крвне судове коже, где стимулише рад ових органа.
- На разним неуронима цревног нервног система (ентерички нервни систем), што омогућава настанак перисталтике црева.
- На нервно-мишићној плочи, где деполаризацијом ове плоче покреће мишићну контракцију.
- У деловима мозга, као што су пругасто тело (лат. Corpus striatim), Мајнертово базално једро (лат. Nucleus basalis Meynerti), велике пирамидне ћелије моторне коре, можданом мосту... Секрецијом ацетилхолина у овим структурама регулишу се бројни процеси као нпр. спавање, памћење, мождана активност...

## Синтеза
Ацетихолин се синтетише у цитоплазми пресинаптичких нервних завршетака из аминоалкохола холин и ацетил коензима А. Ензим који катализује ову реакцију је холинацетилтрансфераза. Овај ензим се налази само у завршецима холинергичких нервних влакана (нервна влакна која секретују ацетилхолин).
Нервне ћелије на могу синтетисати холин, већ га морају унети из околине путем активног транспорта. Холин се најчешће ресорбује из хране, могу га синтетисати и цревне бактерије, а може се синтетисати и у организму из аминокиселине серин.
Након синтезе се овај неуротрансмитер пакује у синаптичке везикуле.
Из ових везикула се путем егзоцитозе секретује у синаптичку пукотину.

## Рецептори
Још 1914. (иначе то је први откривени неуротрансмитер) године су откривене две групе рецептора за овај неуротрансмитер: никотински и мускарински. Имена су добили по супстанцама који их активирају: по алкалоиду никотин из дувана и алкалоиду једне гљиве мускарину.

### Никотински рецептори
Никотински рецептори су у ствари јонски канали. Састављени су од пет подјединица (пентамери). Постоји више типова подјединица α,β,γ,δ,ξ. Подјединице α (9 од 1-9) и β (4 од 1-4) се срећу у више облика. Након активирања никотинских рецептора отварају се натријумски и калијумски канали и мембрана неурона се деполарише. Овакви рецептори су смештени у ћелијама скелетних мишића и нервним ћелијама. Никотински рецептори мишићних ћелија су изграђени од 2 α1, β1, δ, ξ (2α1β1δξ) подјединице. Фетални никотински рецептори мишићних ћелија имају следеђу структуру: 2α1β1δγ, дакле уместо ξ садрже γ подјединицу.
У нервним ћелијама постоје различити типови никотинских рецептора, али су најчешћи 2α4 и 3β2 подјединице.
Никотински рецептори у мишићима се могу блокирати разним супстанцама. Отрови неких змија, као што су кобра и мамба бунгаротоксини блокирају ове рецепторе. Неке супстанце које се користе у терапији (мишићни релаксанси) такође могу блокирати мишићни тип рецептора.

### Мускарински рецептори
Мускарински рецептори су повезани са Г-протеином. Постоји 5 типова: М1, М2, М3, М4, М5.
М1 рецептори се налазе на нервни ћелијама и изазивају њихову ексцитацију. Они активирањем протеина-Г стимулишу фосфолипазу C, чија активација изазива даље ефекте. На овај начин делују и М3 и М5 рецептори.
М2 рецептори се углавном налазе на срчаним мишићним ћелијама и њиховом активацијом се смањује снага и фреквенца срца (имају инхибиторну улогу). Активирањем протеина-Г долази до отварања калијумских канала, и инхибиције аденил циклазе.
М3 рецептори се налазе на жлаздама и глатким мишићима и појачавају секрецију и контракцију ових органа. М4 рецептори као и М2 имају инхибиторну улогу. М5 су такође као М1 и М3 активаторни рецептори.

## Инактивација ацетилхолина
Ослобођени ацетилхолин је врло кратко време активан, јер га врло брзо разграђује ензим ацетилхолинестераза. Иначе то је један од ензима људског организма са најбржим дејством. Налази се у међућелијском простору, али и у неким ћелијама нпр. еритроцитима.
Постоји још један ензим сличног дејства, а то је бутирилхолинестераза (неспецифична холинестераза).
Неки бојни отрови, пестициди и лекови блокирају дејство ацетилхолинестеразе и тако продужавају дејство ацетилхолина.

## Поремећаји холинергичког система
- Пропадање холинергичких неурона у централном систему повезано је са настанком Алцхајмерове болести, односно деменције.
- Код аутоимуне болести мијастенија гравис (лат. Miastenia gravis) долази до производње антитела против мускаринских рецептора, тако да се они уништавају и ацетилхолин не може да се веже и оствари своју функцију. Пошто је ацетилхолин главни трансмитер на неуромоторној плочи која изазива мишићну контракцију, као симптоми се јављају отежано покретање мишића и њихов брзи замор. Болест се прво јавља на мишићима ока (и трепавица), затим језика мишићима лица, трупа... Обично су симптоми ујутру благи и појачавају се у току дана због све већег замора.